# Président de la république d'Azerbaïdjan
Le président de la république d'Azerbaïdjan (en azéri : Azərbaycan Respublikasının Prezidenti) est le chef de l'État de l'Azerbaïdjan. 

## Élection présidentielle
Le président de la république d'Azerbaïdjan est élu au scrutin uninominal majoritaire à deux tours pour un mandat de sept ans sans limitation du nombre de mandats. Est élu le candidat qui remporte au premier tour la majorité absolue des suffrages exprimés. À défaut, un second tour est convoqué le deuxième dimanche suivant afin de départager les deux candidats arrivés en tête au premier. Est alors élu le candidat qui réunit le plus de voix au second tour.
Les résultats officiels sont publiés dans les 14 jours après le dernier tour par la Cour constitutionnelle.

### Conditions d'éligibilité
L'article 100 de la Constitution dispose que, pour être éligible, une personne doit avoir vécu sur le territoire de la République plus de 10 ans avant le jour du scrutin, avoir le droit de vote, ne jamais avoir été condamné, n'avoir aucune responsabilité dans un autre État, avoir un diplôme universitaire et ne pas avoir la double nationalité.

### Prestation de serment
Selon l'article 103(2) de la Constitution, le candidat élu devient président de la République le jour de sa prestation de serment. Celle-ci se fait dans les trois jours suivant la proclamation des résultats devant les juges de la Cour constitutionnelle. Le serment est le suivant :

« Azərbaycan Respublikası Prezidentinin səlahiyyətlərini həyata keçirərkən Azərbaycan Respublikasının Konstitusiyasına əməl edəcəyimə, dövlətin müstəqilliyini vəərazi bütövlüyünü qoruyacağıma, xalqa ləyaqətlə xidmət edəcəyimə and içirəm. »

— Article 103 de la Constitution

« Dans l'exercice des fonctions de président de la république d'Azerbaïdjan, je jure de respecter la Constitution de la république d'Azerbaïdjan, de protéger la souveraineté et l'intégrité territoriale de l’État, et de servir le peuple. »

— Article 103 de la Constitution

## Compétences
Le président peut convoquer les élections à l'Assemblée nationale, approuver le budget et les programmes économiques et sociaux de l’État, établir des organes exécutifs locaux et annuler les décrets du gouvernement de la République et ceux du gouvernement de la république autonome de Nakhichevan.

### Nomination
Le président peut nommer ou démettre le Premier ministre (avec l'accord de l'Assemblée). Il peut proposer des candidats à la fonction de juge de la Cour constitutionnelle, à la Cour suprême, et aux Cours d'appel. Il nomme aussi les officiers de haut rang des forces armées.

### Affaires étrangères
Il énonce des recommandations à l'Assemblée nationale sur l'établissement de représentations diplomatiques à l'étranger et auprès des organisations internationales. Il nomme les représentants diplomatiques auprès de ces mêmes détachements. Il reçoit les lettres d'accréditations des diplomates étrangers.
Il peut conclure des accords internationaux et intergouvernementaux. Il signe les instruments de ratification.

### Législation et grâce
Il peut organiser les référendums. Il signe et publie les lois.
Il peut accorder la grâce présidentielle.

### Décorations
Il peut remettre les décorations civiles et militaires.

## Privilèges liées à la fonction

### Statut légal
L'article 106 dispose que le président de l'Azerbaïdjan dispose de l'immunité personnelle. Son honneur et sa dignité sont protégés par la loi.

### Sécurité
La sécurité du président et de sa famille est assurée par les services spéciaux.

## Succession
Le président de la République quitte ses fonctions lorsqu'il démissionne, lorsqu'il est dans l'impossibilité totale d'exercer ses fonctions du fait d'une maladie ou lorsqu'il est démis de ses fonctions.

### Démission et incapacité
En cas de démission, sa lettre est adressée à la Cour constitutionnelle de l'Azerbaïdjan. Lorsque celle-ci s'est assuré que la lettre a été envoyée par le président, elle prend la décision d'accepter la décision. Dès lors, le président est relevé de ses fonctions.
En cas d'incapacité du président, l'Assemblée nationale constate son absence et le vice-président de la république d'Azerbaïdjan exerce l'intérim. Si celui-ci est à son tour empêché, le président de l'Assemblée nationale assure l'intérim. Des élections sont organisées dans les trois mois suivant le départ du président.

### Destitution du président
En cas de crime grave commis par le président, la question de sa destitution peut être formulée par la Cour constitutionnelle à l'Assemblée nationale sur la base des conclusions de la Cour suprême présentées dans les 30 jours.
L'Assemblée peut démettre le président par une majorité de 95 votes. Ce décret doit être signé par le président de l'Assemblée constitutionnelle dans la semaine qui suit.

## Sources